# Ivan Buljubašić
Ivan Buljubašić (ur. 31 października 1987) – chorwacki piłkarz wodny. Złoty medalista olimpijski z Londynu.
Zawody w 2012 były jego pierwszymi igrzyskami olimpijskimi w karierze. Chorwaci triumfowali, w finale pokonując Włochów.